# Piercebridge
Piercebridge – wieś w Anglii, w hrabstwie ceremonialnym Durham, w dystrykcie (unitary authority) Darlington. Leży 28 km na południe od miasta Durham i 352 km na północ od Londynu. Miejscowość liczy 250 mieszkańców.